# Червона валка

Червона валка в Олександрії, 1931 рік.

Черво́на ва́лка — урочиста процесія прикрашених червоними прапорами підвід або вантажівок, які везуть перший хліб урожаю на зсипні пункти для здачі радянській державі. Червоні валки були інструментом ідеологічного тиску на селян, що мусив мотивувати тих віддавати зерно добровільно.

## Організація валки
Червоні валки зазвичай рухалась через усе село, зупиняючись біля господарств-боржників, наповнюючись їхнім зерном, нерідко останнім. Потім червоні валки прямували на зсипні пункти, які досить часто були непідготовленими до прийняття значної кількості хліба, через що інколи валки затримувались на пунктах на кілька днів, чекаючи обслуговування.

## Спогади очевидців
| | З осені 1932 року вели нас учителі по вулицях і заставляли голосно, хором кричати: «Дайош хліб». Услід за нами їхали підводи, запряжені кіньми, з червоними прапорами. Їх називали «Червоні валки». З комор вимітали до зернини. Мішки везли в район на елеватор… |
| — Марія Минівна Левадна (1918 року народження), зазнала голоду в селі Мала Лепетиха на Херсонщині. | |